# Korth
Korth GmbH – niemiecki producent broni z siedzibą w Ratzeburgu.